# Istoria termodinamicii

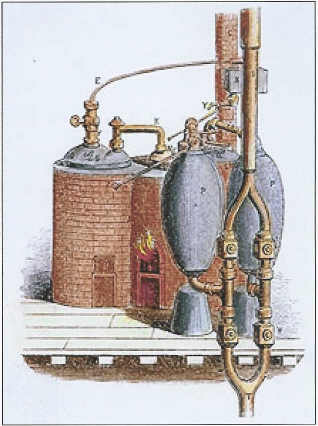
Savery Engine, primul motor cu abur cu utilizare industrială, realizat de Thomas Savery în 1698

Istoria termodinamicii  reprezintă un capitol important din istoria fizicii, a chimiei și a științei în general. Ținând cont de impactul major al termodinamicii în cea mai mare parte a științei și tehnologiei, istoria sa, este indisolubil legată de evoluția ulterioară a mecanicii clasice, mecanicii cuantice, magnetism, și a cineticii chimice, respectiv a unor domenii conexe, cum ar fi: meteorologia, teoria informației, și biologia (fiziologia).
De asemenea, dezvoltarea istorică a termodinamicii a creat premisele  evoluției tehnologice a unor realizări tehnice, cum ar fi cea a  motorului cu aburi, motorului cu ardere internă, apariția tehnicii criogeniei și a generării energiei electrice prin transformarea energiei termice.
Dezvoltarea  termodinamicii, prin modelele fizice teoretice ale sale, în confruntarea cu rezultatele empirice, a avut un rol determinat în apariția și dezvoltarea teoriei atomice.
Apariția unor dileme teoretico-filozofice dintre conceptele termodinamice clasice și rezultatele experimentale ale unor domenii ale teoriilor și tehnicii din alte domenii, din ultimul sfert de secol al XIX-lea, au avut ca rezultat apariția ramurilor moderne ale fizicii, precum mecanica statistică și fizica cuantică.
La dezvoltarea acestui domeniu au luat  parte multe nume sonore printre care Carnot, Watt, Coriolis, Clausius, etc.
Există numeroase încercări de axiomatizare a acestui domeniu ca pentru o disciplină științifică închisă, cum ar fi geometria euclidiană.

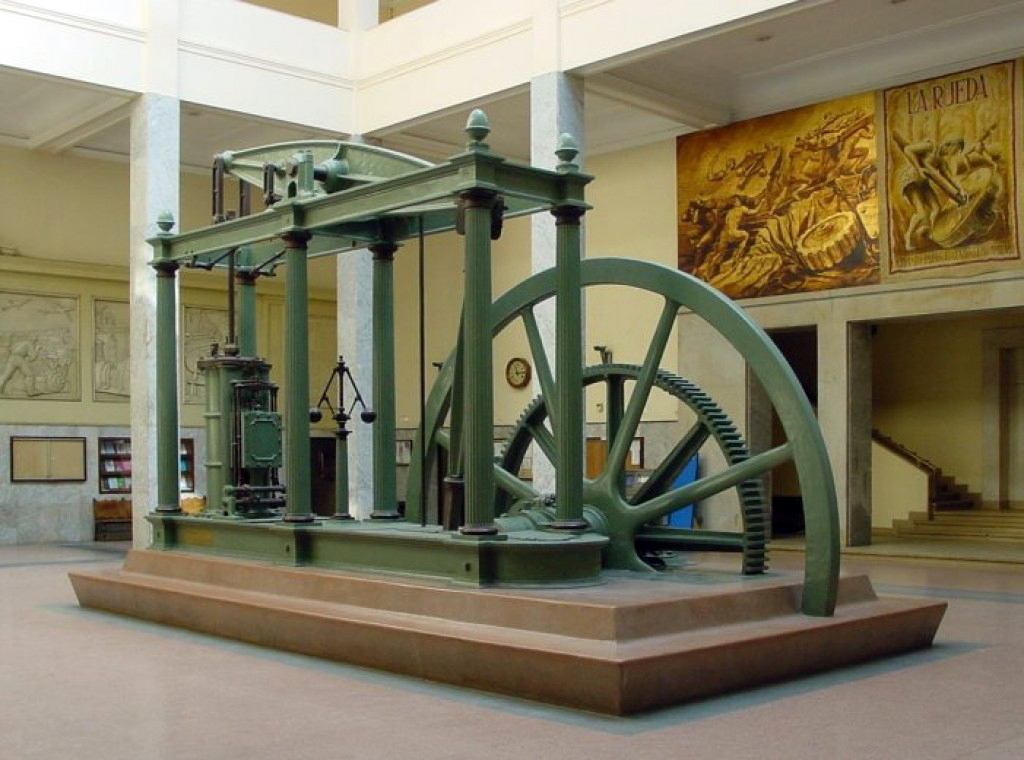
Motorul cu abur a lui James Watt, care a propulsat Revoluția Industrială britanică în întreaga lume.

Prin încălzirea unei substanţe, cum ar fi structura alpha helix a unei proteine, mișcarea de oscilație a atomilor acesteia se amplifică, lucru observat în secolul al XVIII-lea de către Herman Boerhaave

## Perioada antică și medievală
Din antichitate s-a evidențiat legătura intre foc și căldură, la aceasta contribuind și atomismul grec.
Preluat de la grecii antici, conceptul de caloric, era imaginat în Evul mediu ca o substanță fluidă, imponderabilă, dar ușor penetrantă în corpuri și care era cauza tuturor fenomenelor termice din natură.
Ulterior acest concept, care în limbajul cotidian se referea la căldură, avea să includă și noțiunile (distincte astăzi) de energie internă (entalpie) și căldură propriu-zisă.
În secolul al IX-lea, Al-Baqillani introduce teoria atomismului în doctrina Kalam.
În secolul al XI-lea, învățații chinezi știau deja că, la temperaturi ridicate, magnetismul permanent dispare (ceea ce mai târziu va fi denumit punct Curie).
În lucrarea Liwyat Hen, Levi ben Abraham ben Hayyim (1246 - 1315) consideră căldura o formă de mișcare.
În Egiptul otoman al anului 1551, inventatorul Taqi ad-Din Muhammad ibn Ma'ruf descrie un fel de motor cu abur care acționează un rotisor.

## Secolul al XVIII-lea

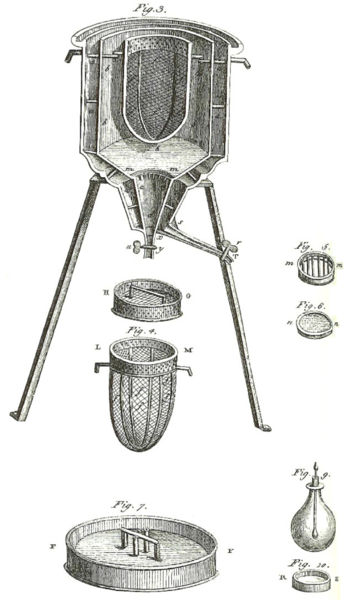
Calorimetrul utilizat în iarna 1782-83, de Lavoisier și Lapalce pentru a determina căldura implicată în diverse reacții chimice, punând astfel bazele termochimiei.

Constituirea termodinamicii ca domeniu științific este legată de încercările de perfecționare a motoarelor cu abur.
Dezvoltarea folosirii aburului pentru efecte motrice a constituit unul din elementele revoluției industriale.
Primele mașini mecanice care au înlesnit munca omului au avut ca sursă de energie combustibilul, care prin ardere, a eliberat energie termică, care apoi era transformată în energie mecanică.
În 1712, Thomas Newcomen creează un motor cu abur cu piston care putea dezvolta 5 cai-putere.
În 1781, James Watt patentează o variantă îmbunătățită care putea dezvolta o putere dublă. 
Utilizate în special la locomotive și la acționarea utilajelor din fabricile Revoluției industriale, motoarele cu abur au dăinuit până în secolul al XX-lea.
Primul care a pus la îndoială teoria caloricului a fost contele Rumford, care evidențiat căldura degajată la fabricarea țevilor de tun.
Măsurători mai precise va efectua mai târziu Joule.
În 1784, Jan Ingenhousz descrie mișcarea browniană, pe care o observă studiind particule de mangal plutind în apă.

## Secolul al XIX-lea

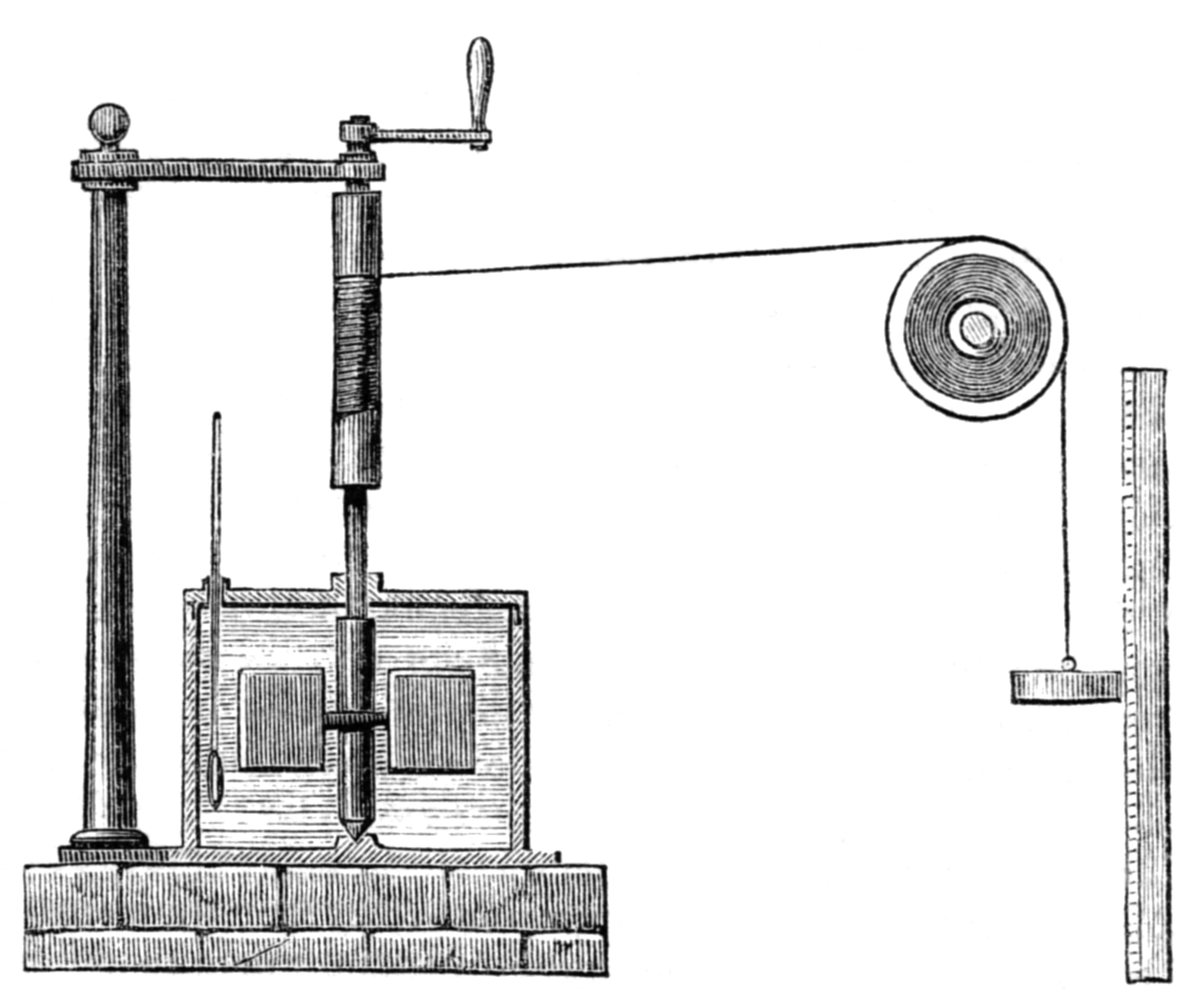
Dispozitivul lui Joule permite determinarea echivalentului mecanic al căldurii

În 1824, inginerul militar Nicolas Léonard Sadi Carnot a publicat lucrarea Réflexions sur la puissance motrice de feu sur les machines propres à développer cette puissance (în română Reflecții asupra puterii motrice a focului și asupra mașinilor capabile să dezvolte această putere).
Bazele teoretice ale aplicațiilor termodinamicii la construcția motoarelor termice au fost fixate sub forma principiului al doilea al termodinamicii de către Carnot.
Studiind problema transformării căldurii în lucru mecanic, savantul francez a imaginat un ciclu termodinamic ideal reversibil care îi poartă numele (ciclul Carnot).
Echivalența dintre căldură și lucru mecanic, ca forme de energie, adică principiul întâi al termodinamicii, a fost enunțat de către Julius Robert von Mayer în 1842.
Aproape concomitent, rezultatul său a fost verificat experimental de James Prescott Joule (1843 - 1848).
Astfel s-a renunțat ca conceptul învechit de caloricum, s-a conturat mai clar noțiunea de căldură și s-a pregătit definirea ulterioară a conceptului de energie internă.
A început să se dezvolte o nouă concepție asupra căldurii, enunțându-se teoria mecanică a căldurii.
Se atribuie materiei un caracter discret, particulele componente fiind moleculele și atomii.
Caracterul corpuscular al materiei și agitația haotică a entităților microscopice (intuită încă din secolul al XVIII-lea) au fost confirmate de către Avogadro și Brown, care astfel au conceput teoria cinetică a căldurii.
Bazându-se pe descoperirile predecesorilor, în 1850, Rudolf Clausius reformulează principiile unu și doi și introduce noțiunea de entropie (1865), care va revoluționa termodinamica.
Astfel s-au pus bazele termodinamicii fenomenologice, care apoi a fost completată prin studiul experimental și în parte teoretic al proprietăților termodinamice ale substanțelor.
Tot Clausius concepe, în 1856, teoria termoelectricității.
Independent, William Thomson (Lord Kelvin) publică în 1851 o teorie legată de degradarea energiei prin disipare și producerea unor fenomene ireversibile.
Inginerul scoțian William Rankine a conceput un ciclu termodinamic cu vapori care avea să îi poarte numele, prin care se produce energie mecanică din energie termică.
Contribuția adusă de Clausius la acest ciclu a stat la baza instalației complexe aferente, centrala termică cu vapori.
Un alt ciclu termodinamic remarcabil este cel al motorului cu ardere explozivă.
Acesta a fost studiat teoretic de Beau de Rochas (1862) și materializat de către Nikolaus Otto (1876).
Acesta din urmă, împreună cu Eugen Langen înființează "Deutz", fabrica în care își va materializa patentul: motorul Otto în patru timpi, cu aprindere prin scânteie.
Motorul cu aprindere prin compresie a fost dezvoltat în ultimii ani ai secolului al XIX-lea: inginerul Rudolf Diesel, la îndemnul lui Carl von Linde, profesorul său de la Universitatea Tehnică din München, încearcă să materializeze ciclul Carnot, dar reușește să producă un alt tip de ciclu, numit ulterior ciclul Diesel (1897), pe care îl introduce în fabricație la Uzinele MAN din Augsburg și Nürnberg.
Evoluția ulterioară a fundamentului teoretic a condus la crearea altor invenții, cum ar fi: turbina cu abur (realizată de Gustaf de Laval în 1889) și turbina cu gaze (1897).

## Secolul al XX-lea
Fizicianul german Richard Mollier creează diagrama entalpie–entropie pentru apă, bază teoretică a proceselor termodinamice ale mașinilor cu abur proiectate ulterior.
În 1905, Einstein, într-un din documentele publicate în acel an, analizează mișcarea browniană, iar un an mai târziu, Walther Nernst formulează principiul al treilea al termodinamicii.
În 1909, Constantin Carathéodory elaborează un model axiomatic al termodinamicii.
În 1916, Einstein studiază termodinamica liniilor spectrale și anticipează descoperirea fenomenului de emisie stimulată.